# محمد محمود خليل
محمد محمود خليل (1877 - 1953)، هو سياسي مصري، كان وزيراً للزراعة في عام 1937, ورئيساً لمجلس الشيوخ عام 1939, كما أدى دوراً هاماً في الحياة الثقافية في مصر، حيث كان راعياً للحركة الفنية التشكيلية بها، فهو أول من شارك في تأسيس جمعية محبي الفنون الجميلة مع الأمير يوسف كمال عام 1924, والتي تولى رئاستها عام 1925. أوصى بتحويل قصره بالقاهرة إلى متحف.

## حياته
ولد محمد محمود خليل في القاهرة وفي عام 1877 لعائلة ثرية تمتلك أراضيَ زراعية شاسعة؛ ولهذا درس الزراعة، لكنه سافر إلى باريس في عام 1903 لدراسة القانون في جامعة «السوربون» عام 1897، وهناك تزوج «إميلين هيكتور» الفتاة المنتمية إلى الطبقة الفرنسية المتوسطة في عام 1903، والتي كانت تدرس الموسيقى، وقد عرف هواية جمع روائع الأعمال الفنية عن طريق زوجته وعاد مع زوجته إلى مصر وأقام في قصره بالجيزة منذ عام 1918.
وفي عام 1937 تولى وزارة الزراعة في حكومة الوفد، وفي الفترة من 1939 إلى 1940 تولى رئاسة مجلس الشيوخ، حتى انتخابه مراسلا للأكاديمية الفرنسية للفنون الجميلة في 20 أكتوبر 1948، وفي عام 1949 أصبح خليل عضوا في الأكاديمية، وفي نفس العام أشرف على إقامة معرض لفن الديكور بباريس بعنوان «مصر.. فرنسا».
وتوفي محمود خليل في باريس في 31 من ديسمبر عام 1953.

## متحف محمد محمود خليل
يقع متحف محمد محمود خليل في الجيزة و كان خليل قد جمع فيه مقتنيات فنية ذات قيمة وقبل وفاته كان قد أوصى بهذه المقتنيات إلى زوجته على أن توصى بها وبالقصر كمتحف للحكومة المصرية بعد وفاتها.
وكان افتتاح القصر كمتحف لأول مرة عام 1962، نقل بعدها إلى قصر الأمير عمرو إبراهيم بالزمالك عام 1971 ثم اعيد افتتاحه بالزمالك عام 1979.

### محتويات و مقتنيات المتحف
يبلغ عدد اللوحات الزيتية والمائية والباستيل والرسوم الموجودة بالقصر حوالى 304 لوحة من صنع 143 مصور من بينها 30 لوحة لتسع مصورين مصريين .كما يبلغ عدد التماثيل البرونزية والرخامية والجبسية حوالي 50 تمثالاً من صنع 14 مثالاً من بينهما تمثالان لمحمد حسن وتمثال لسعيد الصدر .
كما يضم المتحف عدداً من الأعمال لفنانين مشهورين عالمياً مثل فنسنت فان جوخ، بول غوغين، بيير أوغست رينوار، كلود مونيه، هنري دي تولوز لوتريك، إدوارد مانيه، بيرث موريسو، رودين، إدغار ديغاس، يوجين ديلاكروا، بيتر بول روبنز، فرانز زافير وينترهالتر، من بين آخرين. وتشمل المقتنيات أيضاً عدداً من المزهريات والأواني الخزفية من فرنسا وتركيا وإيران والصين بالإضافة إلى التحف الصينية الدقيقة المصنوعة من الأحجار الكريمة.